# BBC Новая Европа с Майклом Пейлином
«Новая Европа с Майклом Пейлином» — документальный фильм о путешествиях, представленный Майклом Пейлином и впервые выпущенный на BBC 16 сентября 2007 года в Великобритании и в США на канале Travel 28 января 2008 года. Пейлин посещает 20 стран Центральной и Восточной Европы — передача была снята после расширения Европейского Союза в 2004 году (и незадолго до расширения 2007 года), во время которого присоединились многие страны, в которые отправился Пейлин, и которое существенно изменило отношения между Востоком и Западом на континенте. Съёмка была сделана в 2006 и начале 2007 года с использованием оборудования высокой четкости. Результат был преобразован в семь одночасовых программ для BBC One и одновременной передачи на BBC HD. Также была написана книга «Новая Европа», описывающая путешествие, и иллюстрированная фотографиями Базиля Пао.

## Серии
Телесериал состоит из семи одночасовых серий:
| Номер | Британское название | Американское название                  | Русское название       | Посещённые страны |
| ----- | ------------------- | -------------------------------------- | ---------------------- | --- |
| 1     | War and Peace       | Across the Iron Curtain                | Война и мир            | Словения (кратко), Хорватия, Босния и Герцеговина, Сербия и Албания |
| 2     | Eastern Delight     | From the Rila Mountains to Cappodoccia | Восточные удовольствия | Северная Македония (кратко), Болгария и Турция |
| 3     | Wild East           | From the Dniestr to the Danube         | Дикий Восток           | Приднестровская Молдавская Республика (кратко), Молдавия и Румыния Пейлин праздновал Национальный день Приднестровья, встретился с пожилой самодостаточной молдаванкой, работал с румынскими лесорубами, взял интервью у румынского теннисиста Илие Настасе и посетил Трансильванию и Бухарест с Дворцом Парламента. |
| 4     | Danube to Dnieper   | Hungary to Yalta                       | От Дуная к Днепру      | Венгрия и Украина |
| 5     | Baltic Summer       | The Baltic States                      | Балтийское лето        | Эстония, Латвия, Литва и Россия (Калининградская область) Майклпоучаствовал в торжествах с некоторыми неоязычниками. |
| 6     | From Pole to Pole   | Poland                                 | Польша                 | Польша |
| 7     | Journey's End       | The End of the Line                    | Конец путешествия      | Словакия (кратко), Чехия и Германия (бывшая ГДР) |